# Milan Jíra (klavírista)
Milan Jíra (7. dubna 1935, Praha - 11. července 2016 tamtéž) byl český klavírista, hudební dramaturg, redaktor a publicista, hudební skladatel, dirigent a pedagog, vůdčí osobnost sdružení Šanson – věc veřejná.

## Život
Milan Jíra absolvoval Pražskou konzervatoř v oboru klavír u prof. Otto Haši a na HAMU vystudoval obor skladba u prof. Pavla Bořkovce. Absolvoval rovněž dvouleté postgraduální studium estetiky na Filosofické fakultě Univerzity Karlovy a státní zkoušku z angličtiny.
Působil jako korepetitor Armádní opery, vedoucí kabaretu AUS VN, hudební dramaturg, redaktor Československého rozhlasu, dirigent a vedoucí orchestru Divadla na Vinohradech, pedagog Konzervatoře Jaroslava Ježka a pedagog Pražské konzervatoře.
Z politických důvodů byl totalitním režimem nucen na dva roky přerušit vysokoškolské studium, nedobrovolně odejít z Čs. rozhlasu v rámci tzv.normalizace a několikerý zákaz umělecké činnosti, vzhledem k působení ve skupině ŠANSON – VĚC VEŘEJNÁ.
Své hudební nadání uplatnil nejen coby skladatel scénické a klasické hudby, ale i jako skladatel hudby populární, zejména na poli šansonu. Vystupoval jako klavírista, moderátor a občasný zpěvák na koncertech sdružení Šanson - věc veřejná. Během svého života složil několik desítek opusů z oblasti vážné hudby, asi jedno sto šansonů a okolo dvou set scénických skladeb pro divadlo (od amatérského loutkového až po Národní divadlo).